# Paecilaema paraense
Paecilaema paraense is een hooiwagen uit de familie Cosmetidae.